# 捕盜廳

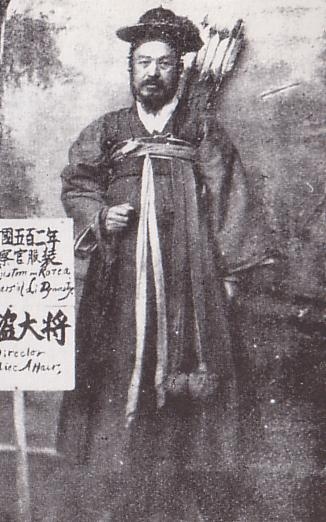
捕盗廳長官・捕盗大将

捕盜廳（韓語：포도청）是朝鲜王朝成宗至中宗时代成立在漢陽與京畿道負責日常地方治安部門，韓國警察前身，簡稱捕廳。首長稱捕盜大將。
最早出现捕廳在1540年，但之前已有捕盜大將。1471年設捕盜獎職務、1481年設立「捕盜事目」法律。捕廳分左右，各置一從二品大將，部將三四人，從六品從事官數人。1894年撤銷，改設警務廳。
該機構不只捕盗，還管理百姓與奴婢。